# Симеон Новий Богослов
Симеон Новий Богослов (949-1022) — візантійський християнський чернець, письменник, поет, один з трьох святих східної церкви, хто отримав титул «Богослова». Народився в Галатії. Освіту здобув в Константинополі, став монахом. До свого тридцятиріччя став архімандритом монастиря Святого Маманта та обіймав цю посаду протягом 25 років. Проте його вчення породило конфлікт з церковною верхівкою, яка зрештою вислала його у вигнання.
Він — перший з аскетичних письменників, який відводить для Євхаристії головну роль на шляху до Бога і присвячує їй велику частину своїх богословських роздумів. Симеон Новий Богослов — Для Симеона причастя Тіла і Крови Христа є воскресінням до вічного життя, даром, приготовленим Богом для тих, хто любить його: "Вони (Євхаристійні Дари) є вічні блага, що не обмежуються місцем, не приховані десь у глибині, але знаходяться перед тобою і твоїми очима… і є ті, яких щоденно їмо і п'ємо… "(14). Симеон вважає, що тільки осмислене причастя божественного Тіла оживотворяє і тих, хто щоденно в повній усвідомленості причащається, він називає блаженними.
Св. Симеон Новий Богослов наполягає, що повнота Божого образу можлива як «у великих містах», так і «у горах і келіях». Він вважав, що подружжя, обтяжене турботами про велике господарство, яке переймається роботою і піклується про дітей, все ж може піднятися до вершин споглядання.

## Вчення
Після смерті Симеона його письмові роботи зберігалися невеликою групою послідовників, що врешті стали основою вчення течії ісихазму. Багато копій його робіт були зроблені в наступних століттях, особливо близько XIV століття, в православних монастирях на горі Афон. Однак визнання Симеона завжди було більшим за межами офіційної церкви. Історики пояснюють це його палкою особистістю, критикою церковної ієрархії, наголосом на пряме переживання Бога, а також деякими неортодоксальними вченнями. Як то переконання Симеона в тому, що не рукопокладений монах, який мав пряме переживання Бога, мав право відпускати гріхи іншим.
Симеон писав у стилі, подібному до ранніх християнських авторів, викладаючи їх традиційні погляди. Серед них: Аврелій Августин, Григорій Ніський, Григорій Богослов, Марк Подвижник та інші. Але Симеон помітно відрізнявся від своїх попередників своєю прозорістю і відкритістю своїх найглибинніших переживань. Тож Симеон був першим візантійським християнським містиком, який вільно ділився тими переживаннями, які були в контексті його вчення про те, що пряме переживання Бога - це те, до чого можуть прагнути усі християни.
Головною письмовою роботою Симеона є "Твори", написані протягом перебування на посаді архімандрита монастиря Св. Маманта (980-998 роки). Вони складаються з 34 дискурсів, а також двох творів про подяку. "Твори" викладені як промови до своїх монахів та інших зацікавлених у духовному житті, нерідко проголошені в монастирі Св. Маманта під час нічних богослужінь, а потім зібрані та, ймовірно, відредаговані самим Симеоном. Їх читання було поширене в Константинополі навіть до вигнання Симеона. Стиль "Творів" зберігає особистість автора, виражену в живих виступах: простота, відвертість, покірність, щирість і "сповненість вогнем і переконливістю". Якась очевидна послідовність або порядок у "Творах" відсутні, а теми, певно, являють зібрання розмов під час різних літургійних сезонів або святкових днів.
Однак через усі дискурси добре проглядаються дві головні теми. Одна з них - традиційна тема ранніх ісихастів і містичних богословів східної церкви, особливо практики віри (грец. πρᾶξις) та аскетизм, який вони часто сповідували як спосіб досягнення прямого переживання Бога (грец. θεωρία). Наприклад, окремі практики, про які говорив Симеон, включають каяття, неприв'язаність, зречення, милосердя, печаль за гріхи, віру та споглядання.
Другою головною темою Симеона є сила Святого Духа трансформувати, а також глибоке містичне єднання з Богом, що є кінцевим результатом святого життя. Симеон називав це хрещенням Святим Духом, на противагу більш ритуалістичному водному хрещенні. Симеон вірив, що християнство опустилося до рівня формул і церковних ритуалів, які для багатьох замінили першочергове фактичне та пряме переживання Бога, яке було раніше. "Твори" виражають тверде переконання автора в тому, що життя християнина повинно бути набагато більшим ніж просте дотримання правил і повинно включати особисте переживання присутності живого Христа. Симеон описує власне навернення і містичне переживання священного світла.

## Цитати
|                                     | Хто бажає багато різних страв, той черевоугодник, навіть якщо їсть лише хліб і п'є тільки воду через свою бідність. |
| — Преподобний Симеон Новий Богослов | |

|                                     | Неможливо і плоть наповнювати досита їжею, і духовно насолоджуватися розумними та божественними благами. Бо якою мірою хтось працює для черева, такою позбавляє себе куштування благ духовних. І навпаки, якою мірою хтось стане витончувати своє тіло, співвимірно з тим він може насичуватися їжею і радістю духовною. |
| — Преподобний Симеон Новий Богослов | |

### Роботи преподобного Симеона Нового Богослова
- (рос.) Творения, т. 1. Слова. М.: 1892 [Архівовано 8 лютого 2017 у Wayback Machine.]
- (рос.) Творения, т. 2. Слова. М.: 1890 [Архівовано 8 лютого 2017 у Wayback Machine.]
- (рос.) Божественные гимны. Сергиев Посад: 1917 [Архівовано 28 січня 2017 у Wayback Machine.]
- (рос.) «Катехизические слова» [Архівовано 8 лютого 2017 у Wayback Machine.]
- (рос.) «Главы богословские и созерцательные» [Архівовано 13 грудня 2007 у Wayback Machine.]
- (рос.) Деятельные и богословские главы [Архівовано 7 січня 2008 у Wayback Machine.].
- (рос.) «Гимны» [Архівовано 8 лютого 2017 у Wayback Machine.]
- (рос.) «Симеон Новый Богослов»